# 完全醗酵
完全発酵（「完全醗酵」とも表記）とは、日本酒の製法上の重要概念の一つで、並行複発酵において、酵母が醪（もろみ）の中の糖分をほぼ分解しつくしたことによって自然に衰弱し、これによって発酵作用が止まること、あるいは、そこまで自然に発酵を全うさせることをいう。

## 背景
日本酒は、一つの醪の中で、デンプンが麹の酵素によって糖に変わる糖化と、糖が酛（もと。酒母ともいう）で培養された酵母によってアルコールと二酸化炭素に変わるという分解が、同時並行的に進むという並行複発酵によって醸造されるが、この後者である分解が最後まで進むか否かによって、発酵の様態は完全発酵と不完全発酵に大別される。

## 完全発酵のメカニズム
発酵している醪を自然に放置しておくと、上記の分解がどんどん進んでいくが、けっしてそれは無限に続く作用ではない。あるところで止まる。それは以下の二つの理由による。
- 分解元である糖の枯渇

ブドウ糖その他の分解の元となりうる糖分（発酵性糖分）が醪のなかに存在する量が、発酵の初めから決まっているし、それが分解によって使い尽くされていくからである。なお、醪には発酵に使われない糖分（非発酵性糖分）も含まれており、それは残るので、たとえ完全発酵させても醪から糖分がまったくなくなるわけではない。

- 酵母自身のアルコールによる死滅

酵母が、自ら分解によって生じたアルコール分があまり多くなると、そのアルコール濃度の高さゆえに死滅してしまうからである。このため醪を自然に放置していても、アルコール分は約21度以上には高くならない。
以上のような理由から、醪を放置したときの発酵作用は有限で、あるところで止まるわけだが、そこまで自然に酵母にゆだねて発酵させきることを完全発酵というわけである。

## 完全発酵と酒質
完全発酵させれば、それだけ発生するアルコール分は多いわけだから、製成酒は必然的に辛口になりやすく、日本酒度も＋になりやすい。しかしこれらはあくまでも一般的な傾向であって（参照:日本酒度）、日本酒度が高ければ、あるいは完全発酵させれば、それだけ辛いと直結して言えるものではない。そこには、アミノ酸その他の多くの要因が重層的・立体的にかかわってくる。

ちなみに完全発酵を好む酒造家たちのあいだでは、デンプンの並行複発酵に限ってその良し悪しを語るのでなく、米に含まれているたんぱく質や脂肪など、デンプン以外の成分も、麹菌と酵母の作用によって分解され、複雑なプロセスを経て、それなりに玄妙な香味を構成する微量成分になっていくので、不完全発酵であるとこうしたプロセスも一部切り捨ててしまう結果となるため、醪としては未熟である、という意見がある。
完全発酵と不完全発酵の味の違いは、冷やよりも燗で飲んだときのほうが一般にわかりやすいと言われている。